# Лепилов, Александр Павлович
Александр Павлович Лепи́лов (20 марта 1895, Костромской уезд, Костромская губерния — 14 мая 1953, Москва) — советский инженер-строитель, начальник Управления особого строительства (Особстроя) НКВД СССР, организатор и первый руководитель строительства города Дубна и ОИЯИ.

## Биография
Родился в деревне Селище Коряковской волости Костромского уезда в бедной крестьянской семье. Учился в начальной земской школе, находившейся в том же селе, где своими успехами обратил на себя внимание помещицы Перелешиной, которая помогла средствами для поступления в Реальное училище в Костроме. В училище, вследствие постоянного получения похвальных грамот, был освобождён от платы за обучение и окончил его в 1914 году.
В царской армии рядовой 88-го запасного батальона в 1915, младший унтер-офицер 106-го Уфимского полка в 1916, затем окончил школу прапорщиков в Одессе в декабре 1916. Болел, лечился и жил у отца в Петрограде с декабря 1916 по август 1918.
В РККА начальник пулемётной команды 1-го Путиловского полка с октября 1918 по март 1919. Помощник командира Сводного отряда курсантов на Северном фронте с мая по ноябрь 1919. Командир 468-го стрелкового полка на Южном фронте с ноября 1919 по декабрь 1920 года. Окончил ВИА РККА в сентябре 1923 года. Инспектор военного городка под Костромой с октября 1923 по август 1924.

## Работа в промышленности и строительстве
Окончил МИНХ имени Г. В. Плеханова в 1925 году по специальности инженер-электрик. С мая 1925 инженер Госэлектротреста. Член РКП(б) с 1926 года.
- 1926—1929 — начальник строительства Московского электрозавода им. Куйбышева.
- декабрь 1929 — сентябрь 1930 — стажировка в США, руководитель группы проектирования на заводе «Форд».
- октябрь 1930 — ноябрь 1931 — заместитель заведующего строительным отделом Мособлисполкома.
- декабрь 1931 — декабрь 1932 — управляющий трестом «Мосшлакобетон».
- январь 1933 — май 1938 — начальник строительства, затем директор Московского керамико-плиточного завода им. Булганина.
- май 1938 — май 1939 — управляющий трестом отделочно-строительных материалов.
- с июня 1939 — заместитель наркома Народного комиссариата промышленности строительных материалов РСФСР[8].

## Служба в НКВД
Переведён в органы НКВД и со 2 сентября 1939 года назначен на должность заместителя начальника ГУЛАГ НКВД СССР, с 28 августа 1940 года начальник Управления особого строительства НКВД СССР, располагавшегося вблизи Куйбышева на станции Безымянка. С 26 февраля 1941 года начальник Управления лагерей НКВД по строительству Куйбышевских авиационных заводов (Безымянлаг). С 20 декабря 1945 года начальник Управления исправительно-трудовых колоний и заместитель начальника ГУЛАГа НКВД—МВД СССР. В годы ВОВ возглавил ряд крупных строек, являясь начальником управлений Безымянского и Бакальского ИТЛ НКВД СССР.
С 20 августа 1946 начальник ИТЛ и строительства № 833 МВД (затем № 620 МВД) в городе Кимры Калининской области. С 1946 года в районе деревни Ново-Иваньково руководил строительством синхроциклотрона, а также посёлка учёных и специалистов Гидротехнической лаборатории АН СССР, впоследствии Объединённый институт ядерных исследований.
Звания
- старший майор государственной безопасности (22 апреля 1940);
- генерал-майор инженерно-технической службы (22 февраля 1943)[9].

Погиб в автокатастрофе 14 мая 1953 года на трассе Москва — Дубна. Похоронен на Новодевичьем кладбище.

## Семья
Отец умер в 1926, мать умерла раньше, в 1915 году. Брат погиб на Колчаковском фронте в 1919 году. Сестра пенсионерка, проживала в родном селе.

## Интересные факты
- Генерал Лепилов был человек прямой. Его прямоте и своеобразному чувству юмора мы обязаны появлением площади Мира. Какая это площадь? Всего лишь результат искривления Молодёжной улицы, которая должна была пройти через весь город насквозь. Но тогда бы строительное управление, стоявшее на пути, пришлось снести. Лепилов предупредил представителя ленинградской проектной организации: проведёшь через меня — сядешь, продолжишь работу у меня в лагере. А надо сказать, что в лагере уже сидел один архитектор, будущий главный архитектор Дубны А. Н. Розловский. Возможно, Александр Павлович шутил, но ленинградский представитель принял его слова всерьёз, и план был оперативно скорректирован[10].
- По рассказам расконвоированных заключённых, водителей самосвалов, обитатели лагеря очень почитали, если не сказать — боготворили, Лепилова. Ведь вместе с ним они осилили неимоверно трудную дорогу первопроходцев и зачинателей грандиозной стройки, когда ничего, кроме девственного леса и болотной топи, здесь ещё не было. А для жителей поселка имя А. П. Лепилова стало легендарным в связи с его исключительной, просто уникальной для строителя приверженностью правилу — строя новое, по возможности не разрушать созданное природой. Это правило он возвел в ранг закона. Приказ Лепилова сохранить ту или иную вековую сосну порой сильно усложнял работу строителей, ограничивая зону манёвра для транспорта и строительных механизмов, но приказ этот должен был исполняться неукоснительно[11].
- В романе самарского писателя Андрея Олеха «Безымянлаг» (2016) представлен как начальник Безымянлага, Павел Александрович Морозов.

## Награды и премии
- четыре ордена Ленина:
  - 1942 — за образцовое выполнение в кратчайший срок заданий Правительства по строительству оборонных заводов;
  - 1943 — за образцовое выполнение заданий Правительства по строительству авиационных заводов;
  - 1946 — за строительство крекинг-завода на станции Кряж, впоследствии Куйбышевский нефтеперерабатывающий завод;
  - 1951 — за строительство синхроциклотрона и посёлка в Ново-Иваньково, впоследствии город Дубна
- пять медалей.
- Сталинская премия третьей степени (1946) — за разработку проекта и коренное усовершенствование методов строительных работ, обеспечивших скоростное строительство авиационных заводов

## Память
- Почётный гражданин Дубны (1997).

## Комментарии
1. ↑  Село Селищи (Селище) Коряковской волости[4][5] располагалось на правом берегу Волги[6], с 1950-х годов — в составе Костромы[7].